# Levi Carneiro
Levi Carneiro (Niterói, 8 augustus 1882 - Rio de Janeiro, 5 september 1971) was een Braziliaans advocaat, rechtsgeleerde, hoogleraar, parlementslid, schrijver en rechter. Hij was een van de belangrijkste advocaten van Brazilië en werd later hoogleraar aan de Federale Universiteit van Rio de Janeiro. Van 1951 tot 1955 was hij rechter van het Internationale Gerechtshof.

## Levensloop
Carneiro voltooide in 1903 zijn studie rechten en sociologie aan de Federale Universiteit van Rio de Janeiro. Hij ontwikkelde zich tot een van de belangrijkste advocaten van Brazilië. Hij is de oprichter van de orde van advocaten van Brazilië en was daarnaast de voorzitter van Instituut van Braziliaanse Advocaten (Instituto dos Advogados Brasileiros).
Naast schrijver van juridische boeken, was hij directeur van de krant Revista Brasileira. Sinds 1936 was hij lid van de Braziliaanse academie voor literatuur (Academia Brasileira de Letras).
Hij vertegenwoordigde Brazilië op juridisch gebied tijdens verschillende internationale aangelegenheden en werd in 1934 gekozen tot parlementslid. Deze zetel verloor hij door de staatsgreep in 1937 die de Estado Novo inluidde. In 1938 werd hij hoogleraar aan de juridische faculteit van de Federale Universiteit.
Na het overlijden van zijn landgenoot Philadelpho Azevedo in 1951 tijdens diens ambt als rechter aan het Internationale Gerechtshof in Den Haag, werd Carneiro zijn opvolger. Hij bleef aan tot het eind van de oorspronkelijke ambtstermijn in 1955.

## Werk (selectie)
- 1930: A nova legislação da infância
- 1930: Federalismo e judiciarismo
- 1937: Conferências sobre a Constituição
- 1943: Na Academia
- 1943: O livro de um advogado
- 1945: O Direito internacional e a democracia, Rio de Janeiro
- 1954: Discursos e conferências
- 1954: Dois arautos da democracia: Rui Barbosa e Joaquim Nabuco, Rio de Janeiro
- 1954: Pareceres do consultor geral da República, 3 delen
- 1965: Uma experiência de parlamentarismo, São Paulo
- 1967: Em defesa de Rui Barbosa, Rio de Janeiro
- 1967: Pareceres do consultor jurídico do Ministério das Relações Exteriores

- Gemeinsame Normdatei: 1056554649
- International Standard Name Identifier: 0000 0000 2780 3875
- Library of Congress Control Number: n86140438
- Nederlandse Thesaurus van Auteursnamen: 075182114
- Système universitaire de documentation: 156107546
- Virtual International Authority File: 77805458
- WorldCat: E39PBJwdc6V46FCCT77xCmCqQq